# 佐伯達夫
佐伯 達夫（さえき たつお、1892年2月27日 - 1980年3月22日）は、大阪府出身の野球選手。元・大鋼運輸社長。1967年から1980年まで日本高等学校野球連盟の会長を務めた。

## 来歴・人物
家系は青木姓を名乗る長州藩の下級武士だったが、父が絶家となっていた広島浅野家で能狂言を教えていた佐伯家を継ぎ、廃藩置県のあと一家で神戸に出て達夫が生まれた。大阪に移ったのは生後3ヶ月後。旧制市岡中学校時代には既に野球の名選手として知られていた。後に早稲田大学へ入学するが、当時は早慶戦が中断されていた時の在学であったため、慶應義塾大学と対戦できないという悲哀を味わっている。
卒業後はトラックの運転手等経験。戦後は中等学校野球 の発展に尽力。1945年8月15日にラジオで玉音放送を聞き終戦を知ると、全国中等学校野球連盟の設立に奔走し、それまでの「新聞社主催」から「連盟との共催」という現在のシステムを確立した。
「現場第一主義」を掲げ、日本各地に出向いて高校野球連盟組織の樹立や高校野球のレベルアップに全力をつくした。また、選抜・選手権の本大会ではグラウンドに降りて出場校ナインを激励。敗戦校のナインへのいたわりは没後も語り草となっている。
高校野球については、「プロの養成機関ではなく教育・人間形成の場」と終生公言するほどアマチュアリズム・エデュケーショナリズムに厳格なことで知られている。1956年には球児はプロ野球の札束攻勢に惑わされてはいけないとの理由で「佐伯通達」を出した。高校野球に罰則を設け、それに違反した学校には連座罰則を課すという強い態度で臨んだため、「佐伯天皇」（後述）と恐れられた。そのため、没後も佐伯のやり方・人間性については、プロ野球OBの中でも賛否が分かれている。また、後述の理由からプロとの接触に対する過度な制裁・厳罰は「教育」を口実ととしながらも実際は「私怨」で行っていたのではないかと見る向きがある。
『大阪タイガース球団史』（松木謙治郎・奥井成一共著。ベースボール・マガジン社、1992年刊）や、『批判的・日本プロ野球史』（鈴木武樹著、三一書房、1971年、P70）では、大阪タイガース（現・阪神タイガース）が1936年8月に森茂雄監督を解任した際、佐伯が後任監督の座を石本秀一と争って敗れた事がプロを過度に嫌う様になった原因ではないかと分析されている。
1963年に連盟を「日本高等学校野球連盟」に改称し、同時に連盟の副会長に就任した。これは佐伯が高校野球の世界大会開催という構想を持っており、世界組織が樹立されることを想定してのものだといわれている。しかしそれは叶うことなく1980年3月22日に88歳で大往生を遂げた。翌1981年に野球殿堂入りした。野球殿堂には、生前の1965年に一度選出されたが、「球界最高の名誉である殿堂入りに選ばれたことには感謝しているが私自身、広く日本の野球界にはそれほど貢献したとも考えていない。私が選ばれては先人に申し訳ない。殿堂入りは生死にかかわらず功成り名を遂げた人のものだ」と辞退し、死後に改めて選出された。選出後に殿堂入りを辞退したのは佐伯のみである。
なお、世界大会自体は、佐伯の没後に国際野球連盟の主導によりAAA世界野球選手権大会（現：WBSC U-18ワールドカップ）として行われるようになったが、開催時期が夏の甲子園と重なっていた頃は日本代表の参加回数は少なかった。9月開催となって以降は甲子園出場校を中心とした高野連加盟野球部により代表を編成して参加を継続している。

## 功績
彼が「高校野球の父」と称されているのは、以下の二つの功績が挙げられる。
1. 「選抜を消滅の危機から救った」
2. 「高校競技で初めて体育連盟に依らずに地方予選から運営するシステムを確立した」

1. については、選抜は初期に「全国中等学校選抜野球大会」と呼ばれ、1947年に復活してもこの名称を用いていた。1948年に学制改革の第二段階（いわゆる6・3・3・4制）の施行が目前の時期に、GHQから「全国高校野球大会は夏の選手権のみ、年1回にせよ」という通達が届いた(GHQは前年にも同様の通達をしていたが、「今年限り」と言い訳したおかげで復活第1回（通算で第19回）を行うことができた)。
そこで彼は選抜から「全国」という名前を消し、春の大会そのものは続けるという奇策に打って出た。すなわち、全国と名前がついてなければいいと考えたわけである。GHQも「それならば続けても良い」と佐伯の提案を認めたため、「第1回選抜高等学校野球大会」と改称され、「選抜」は消滅の危機を回避した。選抜から「全国」の文字が消えて以降は、中等学校時代の回数をカウントしていなかったが1954年から含めてのカウントが復活し現在に至っている。
2. は、佐伯が全国連盟を立ち上げた頃、地方大会予選は高体連の都道府県支部が運営を取り仕切っていた。しかし佐伯はこれに強硬に反対、日本各地で都道府県の高校野球連盟を立ち上げて、地方大会から野球連盟主催で大会運営を行う方式に変更した。後に高校サッカー・バレーボール・バスケットボール・ラグビーも、それぞれの連盟と体育連盟が共催というスタイルで地方大会の運営を行うことになる。

## 「佐伯天皇」
高校野球での不祥事がニュースによって話題になると、
- 「『佐伯天皇』の時代だったら即対外試合出場停止だった。あの頃を見習って処分を厳しくすべき。」
- 「『佐伯天皇』の時代を繰り返してはいけない、今回の処分は妥当。連座責任なんて時代錯誤だ。」

といった声が聞かれることがある。これこそが没後もなお、「佐伯天皇」と恐れられ、功罪が分かれやすい人物となっている所以である。
佐伯は、高野連加盟校の不祥事に対しては、厳格な対応で望むことで知られていた。野球部員の不祥事はもちろんの事、野球部以外の一般生徒による不祥事、加盟校に通学する不良学生が「番長を決めるための決闘に参加した」、加盟校のファンが暴動を起こしたなどのケースも対外試合禁止処分を科したり、選抜出場辞退を迫った。佐伯は、「高校野球は教育の一環」と見なして不祥事には厳しい対応で臨んだ。しかし、こうした連帯責任の適用は、都道府県連盟の会長・役員や、加盟校の選手・監督らを恐れさせるもので、社会からの批判も受けている。
佐伯は、球児に対しては労いをかける優しさを持っていたが、不祥事に関しては何もなしであった。このため、不祥事で出場の道を閉ざされた経験のある江本孟紀・大沢啓二・張本勲等からは今でも「佐伯天皇」の名前を口にするのを避けるほど非難されている。彼の没後に会長となった牧野直隆は、「佐伯天皇」時代の反省から、連帯責任を緩和している。
近世の天皇が独裁者でなく、恐怖政治を行っていないことや、皇室に対する尊崇から「天皇」に例えることにに否定的な立場を取る人物からは、他の諸外国の恐怖政治型独裁者に准えて表現される向きもある（これは佐伯に限ったことではない）。

## 現場第一主義
佐伯は終生「現場第一主義」を掲げ、1967年に会長に就任して以降も全国大会・予選会が行われない時期には日本各地の高等学校に出向いてレベルの向上のための指導を行っていた。それは裏を返せば旅また旅の連続で、長期間家を空けていることになっており、アサヒグラフの1972年[9月1日『第54回全国高等学校野球選手権大会特集号』の巻末にはそれ故の生活を物語るカラー写真が掲載されていた。
その写真は、佐伯が兵庫県芦屋市の日本旅館で一人寂しく夕食を取っているというものだ。当誌が1967年から開始していた連載企画『我が家の夕めし』に佐伯がとりあげられたのだ。掲載当時80歳の佐伯は、妻と二人暮しだったが「長い間旅に出る日数が多い、だから家内がいつも留守居をして寂しい夕食をしているのを思うとかわいそうな気がする」というほど、家を空けることが多かった。また、本人も「家内が茶道に精進しているので夕食を家ですることが少ないものだから」という事から家にいても二人揃って夕食を取る事は稀。しかし掲載当時の頃には「他人が想像するほどの寂しさは感じなくなっていた」とも語っていた(なお、当号に掲載された夕食の献立は、ごはん、炊き合わせ（小芋・筍・海老・絹さや）、胡瓜と蛸の酢の物、玉子豆腐、漬物のようなものであった)。